# MegaTextura
MegaTextura, del inglés MegaTexture, es una técnica que emplea texturas de gran tamaño en gráficos 3D para videojuegos.

## Antecedentes
MegaTextura se introdujo en el motor gráfico id Tech 4. Es un desarrollo de la empresa id Software para el videojuego Enemy Territory: Quake Wars siendo John Carmack el programador líder del proyecto.

## Actualidad
Esta técnica se ha continuado usando en los motores gráficos id Tech 5 e id Tech 6, permitiendo a juegos como Doom aprovecharse de ella, usando texturas de 16Kx8K divididas en trozos de 128x128 píxels.

## Objetivos
Megatextura es una técnica diseñada para eliminar los patrones repetitivos en un entorno gráfico. La versión original del juego Doom fue criticada por su incapacidad para gestionar los paisajes y escenarios al aire libre. La técnica de MegaTextura arregla este problema al permitir la creación de enormes escenarios abiertos, usando una textura masiva que cubre todos los polígonos del entorno y detalles del terreno ya que es mucho más fácil cargar en la memoria de las actuales computadoras una textura única de 32,000 x 32,000 píxeles que dieciséis texturas de 4,000 x 4,000 píxeles.
Megatextura también permite especificar qué sonido se debe reproducir al caminar en áreas específicas del campo. De esta manera, caminar sobre la roca produce un sonido diferente al caminar sobre la hierba. El resultado da escenas considerablemente más detalladas de lo que permiten la mayoría de las técnicas que utilizan texturas repetitivas.

## Beneficios
El uso de MegaTextura permite configurar algunos detalles como las partículas que se utilizan para las explosiones o chispas en los juegos de coches.
En la mayoría de los juegos en 3D, los desarrolladores crean una geometría a un nivel y posteriormente la «pintan» con un panel de pequeñas texturas. En un primer momento, las texturas eran sólo visuales pero el nuevo motor gráfico es utilizado para asignar características de cada textura, como el sonido de los pasos.
MegaTextura de hecho puede llenar una enorme porción de suelo, al tiempo que permite aplicar una amplia variedad de ajustes para ciertas áreas de acuerdo a la voluntad de los desarrolladores. Esta técnica trae profundidad al aspecto gráfico del juego.

## Defectos
En las texturas repetitivas e instancias de objetos para ser duplicadas, la carga de memoria es muy alta y el suelo mantiene una difuminación notoria.